# Baraeomimus usambaricus
Baraeomimus usambaricus là một loài bọ cánh cứng trong họ Cerambycidae.